# Ренолдс (Небраска)
Ренолдс (енгл. Reynolds) град је у америчкој савезној држави Небраска.

## Демографија
По попису из 2010. године број становника је 69, што је 19 (-21,6%) становника мање него 2000. године.
| Група             | 2000.      | 2010.       |
| Белци             | 85 (96,6%) | 69 (100,0%) |
| Афроамериканци    | 0 (0,0%)   | 0 (0,0%)    |
| Азијати           | 2 (2,3%)   | 0 (0,0%)    |
| Хиспаноамериканци | 0 (0,0%)   | 0 (0,0%)    |
| Укупно            | 88         | 69          |